# John Moore (fotograf)
John Moore je americký fotožurnalista a korespondent se sídlem v New Yorku. Pracuje pro agenturu Getty Images.

## Životopis
Svou kariéru žurnalistiky začal jako praktikant a sportovní fotograf v amerických novinách, jako jsou Idaho Stateman, Pittsburgh Press nebo The Sacramento Bee, zatímco studoval komunikaci na fakultě televizního filmu Texaské univerzity v Austinu. Poté, co v roce 1990 získal titul, byl najat americkou tiskovou agenturou Associated Press, nejprve pro práci v Nikaragui, Indii, v Jižní Africe a podobně. Produkuje hlavně dokumentární fotografii.
Debutoval jako válečný fotograf, když dokumentoval hladomor v Somálsku. Zastupoval jedinou zpravodajskou agenturu na scéně, když Spojené státy, v čele s Georgem Bushem (otcem), v prosinci 1992 zahájily Operaci Restore Hope. Pracoval 13 let pro Associated Press, než se přidal k agentuře Getty Images v roce 2005 a změnil způsob své práce. Už neměl podporu poskytovanou AP, a své vlastní mise si organizoval sám. Od roku 2010 pracuje ve Spojených státech na dopadech recese v amerických domácnostech a na otázkách přistěhovalectví, včetně propagace militarizace státní hranice. V roce 2018 pořídil fotografii Yanely Varely, dvouleté Honduranky, která se rychle stala symbolem odloučených dětí a antiimigračních politiky Donalda Trumpa, publikované na obálce magazínu Time.

## Hlavní události a zprávy
- Obálka irácké války pro Associated Press.
- Nepokoje v Pákistánu a atentát na Bénazíru Bhúttovou, vůdkyni Pákistánské lidové strany.[5]
- Militarizace jižní hranice Spojených států.
- Americká recese a vyloučení rodin z jejich domovů.
- Mary McHughová ležící na hrobě svého snoubence, seržanta Jamese Regana, na Národním hřbitově v Arlingtonu během Memorial Day.[5]
- Epidemie onemocnění eboly v Libérii.

## Ocenění
- 1997: Cena Johna Fabera za jeho práci v uprchlických táborech v Zairu.[6]
- 2005: Pulitzerova cena Breaking News Team Photography (AP) za dokumentaci irácké války[7]
- 2005: 3. místo, General News, World Press Photo[8]
- 2007: Zlatá medaile Roberta Capy za dokumentaci atentátu na Bénazíru Bhuttovou[9]
- 2008: 1. místo, Spot News Stories, World Press Photo[10]
- 2008: 1. místo, Spot News, World Press Photo[11]
- 2008: První místo, kategorie Války a katastrofy a zprávy, 4. čínská mezinárodní tisková fotografická soutěž.[7]
- 2012: Finalista Pulitzerovy ceny Breaking news za dokumentaci arabského jara, v týmu Getty Images[12]
- 2012: 2. místo, Stories, World Press Photo[13]
- 2015: Cena fotografie roku, 11. čínská mezinárodní tisková fotografická soutěž[14]
- 2019: Fotografie roku, World Press Photo – za snímek plačící honduráské holčičky, jejíž matku kontrolují američtí pohraniční úředníci, (imigrační politika Donalda Trumpa), McAllen, Texas (fotografie).[15]